# Eduard Knoblauch

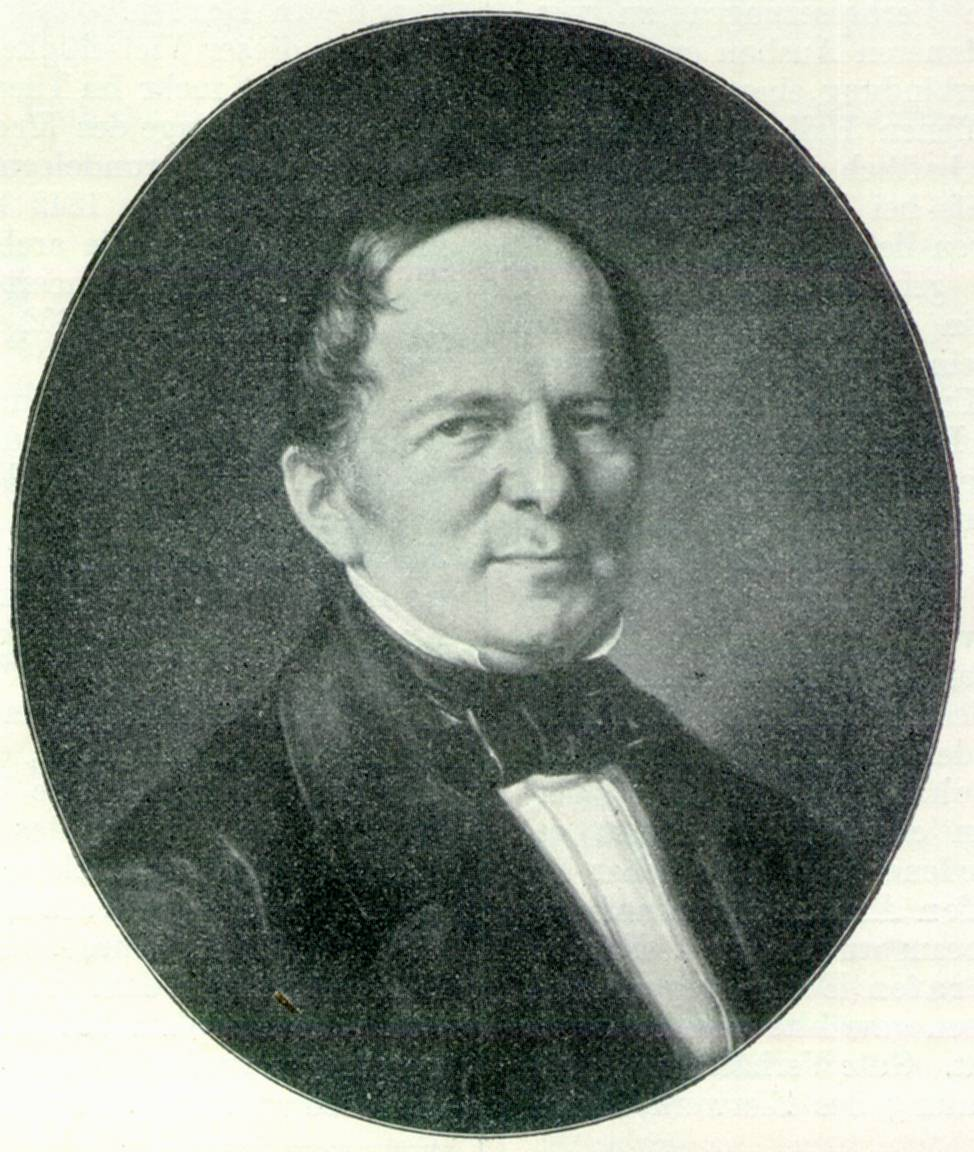
Eduard Knoblauch, c.1850

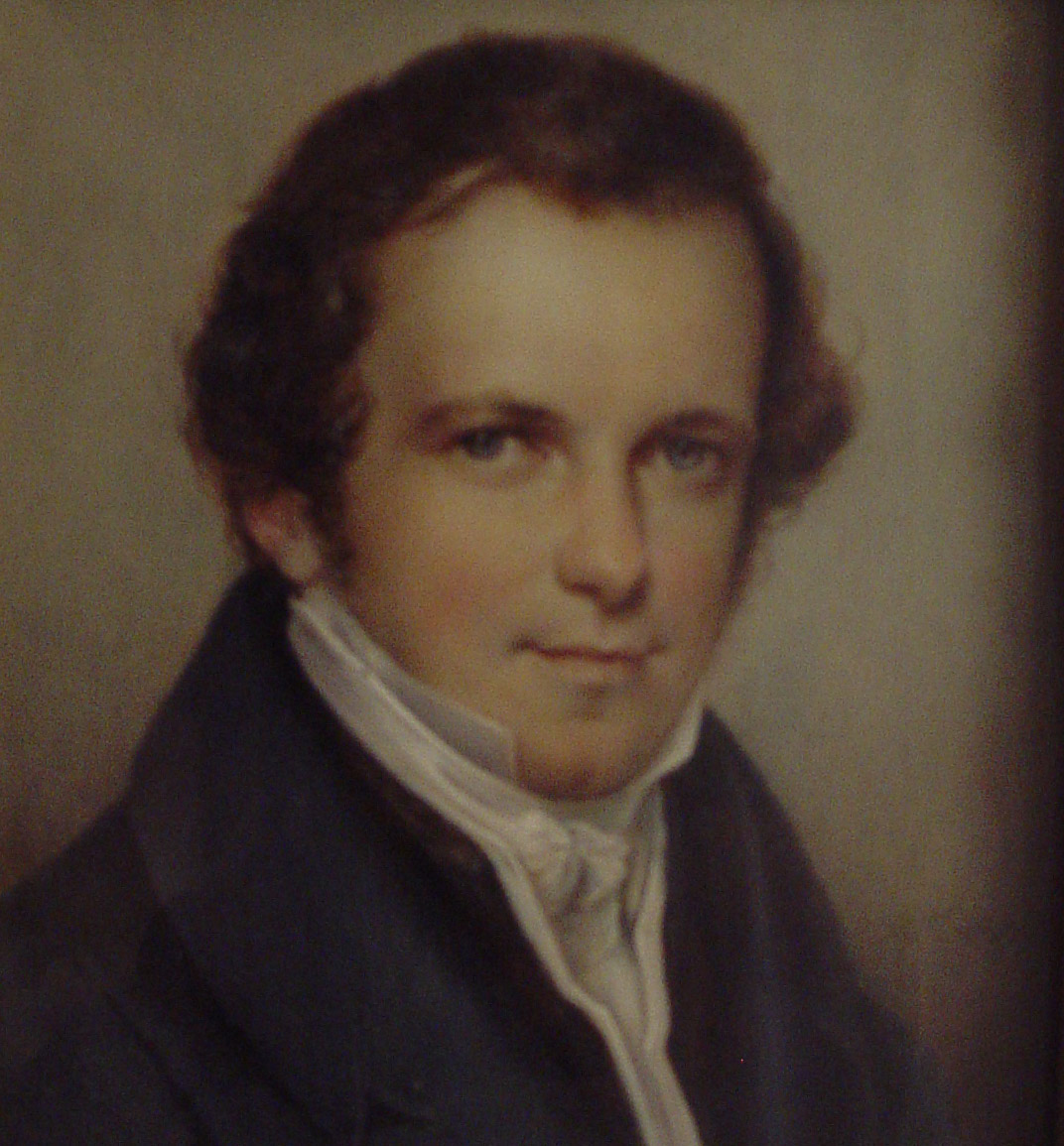
Eduard Knoblauch, c.1820

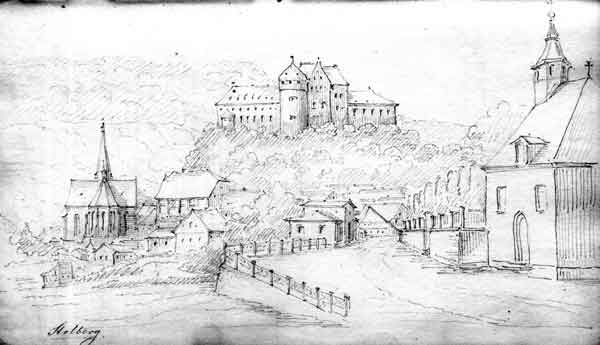
Schizzo di Stolberg (Harz) di Eduard Knoblauch, c. 1830

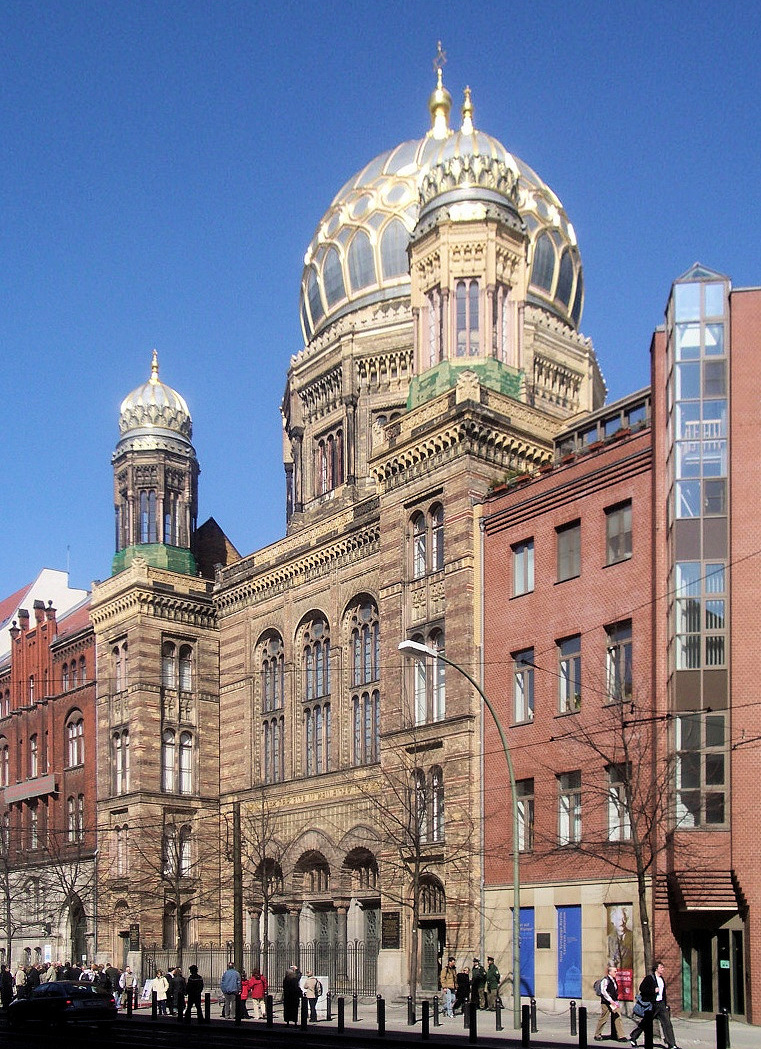
Foto del 2005 della Sinagoga nuova di Berlino di Eduard Knoblauch, costruita nel 1859-1866

Carl Heinrich Eduard Knoblauch (Berlino, 25 settembre 1801 – Berlino, 29 maggio 1865) è stato un architetto tedesco.

## Biografia
Nacque nella casa di famiglia in Poststraße 23 a Nikolaiviertel a Berlino. Studiò all'accademia berlinese Bauakademie con Karl Friedrich Schinkel superando con successo una serie di esami (1818 Feldmesserprüfung, 1822 Kondukteurprüfung, 1828 Baumeisterprüfung). Fu uno dei co-fondatori della Architektenvereins (società di architettura) a Berlino nel 1824 e rimase nel direttivo fino al 1862. Scrisse sul Zeitschrift für Bauwesen (Giornale delle costruzioni) per molti anni.
Dopo la conclusione degli studi, nel 1828, viaggio in Germania e nei Paesi Bassi. Assieme al collega architetto Friedrich August Stüler viaggiò in Francia, Svizzera e Italia nel 1829/1830. Sposò Julie Verhuven nel 1831 ed ebbero due figli e quattro figlie.
Lui e la moglie sono stati inumati nel cimitero di St.-Marien- und St.-Nikolai-Friedhof I a Berlino.

## Opere
- Ambasciata di Russia, 1840-41 Berlino
- Schloss Görlsdorf, 1843 [distrutto nel 1945], Angermünde, Germania
- Schloss Kröchlendorff, 1848, Nordwestuckermark, Germania
- Schloss Schlemmin, 1850, Schlemmin, Germania
- Schloss Lanke, (ristrutturazione), 1858, Wandlitz, Germania
- Sinagoga nuova, 1859-66 [dasnneggiata dai bombardamenti nel 1943 e riscostruita nel 1995], Berlino

Suo figlio Gustav (1833–1916) fu un architetto, così come suo nipote Arnold (1879–1963), entrambi di Berlino. Suo figlio Carl Eduard (1837–1886) fu un uomo d'affari a Londra e a New York City.